# Marcin Kamiński
Marcin Kamiński, född 15 januari 1992 i Konin, är en polsk fotbollsspelare som spelar som mittback för Schalke 04.
Han var uttagen i Polens trupp vid fotbolls-EM 2012.

## Karriär
Den 27 maj 2021 värvades Kamiński av Schalke 04, där han skrev på ett tvåårskontrakt. I maj 2023 förlängde Kamiński sitt kontrakt med ett år samt med en option på ytterligare ett år.